# Capitale differito
Il Capitale differito è una forma di assicurazione libera sulla vita.
È un contratto mediante cui una compagnia, dietro pagamento di un premio e relativamente ad un individuo di età x, corrisponde un capitale prestabilito dopo n anni, e solo se l'individuo sarà ancora in vita.
In formule:
{\displaystyle \ _{n}E_{x}={{D_{x+n}} \over D_{x}}={v^{x+n}\cdot l_{x+n} \over v^{x}\cdot l_{x}}=v^{n}\cdot _{n}p_{x}}
{\displaystyle \ _{n}E_{x}} rappresenta il valore attuale medio di 1 unità monetaria corrisposta dopo n anni, qualora l'individuo sia ancora vivente.
{\displaystyle \ D_{x}} è uno dei 6 simboli di commutazione impiegati in matematica attuariale, mentre v e {\displaystyle \ l_{x}} rappresentano rispettivamente il tasso di sconto e il numero medio di sopravviventi relativi ad un'età generica x. Nella pratica a questa forma assicurativa si trova, spesso, abbinata una controassicurazione.